# チントゥー
チントゥー（英: Ching-tu）は、土星の衛星タイタンの赤道以南の大きな低アルベド地形の地名である。
チントゥーは土星探査機カッシーニによって発見され、2006年に正式名称としてチントゥーと名づけられた。名前は、仏教の浄土から。